# IronScheme
IronScheme est une implémentation du langage de programmation Scheme pour la plate-forme Microsoft .NET sous la licence Microsoft Public License(Ms-PL). Le but de ce projet est d'être conforme au standard R6RS. IronScheme est une implémentation basée sur la Dynamic Language Runtime. D'autres langages ont été implémentés IronPython, IronRuby. Ce projet est la suite du Projet IronLisp. 